# Ovidio G. Assonitis
Ovidio Gabriele Assonitis (* 18. Januar 1943 in Alexandria, Ägypten) ist ein italienischer Filmproduzent und -regisseur.

## Leben
Assonitis war als Sohn des italienischen Filmhändlers Romeo Assonitis von Kindheit an mit dem Filmgeschäft verbunden und war zunächst als Distributor von Kinofilmen für den südostasiatischen Markt zuständig, bevor er sich 1968 dazu entschloss, selbst in die Produktion von Spielfilmen einzusteigen. Seine am Publikumsgeschmack orientierten Werke hatten meist finanziellen Erfolg. 1974 besetzte er unter dem Pseudonym Oliver Hellman auch erstmals den Regiestuhl, den er noch einige Male einnahm. 1987 verlegte er seinen Lebensmittelpunkt und seine Produktionsgesellschaft in die USA. Über 50 Filme stehen in seiner Filmografie.
Assonitis ist mit Sonia Molteni verheiratet, der manchmal und fälschlicherweise sein Pseudonym zugeschrieben wurde. James Cameron drehte seinen ersten Film Piranha 2 – Fliegende Killer für Assonitis, der ihn jedoch während der Dreharbeiten feuerte.

## Filmografie (Auswahl)
- 1972: Mondo Cannibale (Il paese del sesso selvaggio)
- 1974: Supermänner gegen Amazonen (Superuomini, superdonne, superbotte)
- 1976: Laura (Laure)
- 1977: Der Polyp – Die Bestie mit den Todesarmen (Tentacoli)
- 1981: Piranha 2 – Fliegende Killer (Piranha Part Two: The Spawning)
- 1986: Der einsame Kämpfer (Choke Canyon)
- 1987: The Curse
- 1990: American Fighter 4 – Die Vernichtung (American Ninja 4: The Annihilation)
- 1990: Midnight Ride
- 1992: Cold Heart – Der beste Bulle von L.A. (No place to hide)
- 1993: American Fighter 5 (American Ninja V)
- 1998: Sabrina verhext in Rom (Sabrina goes to Rome)